# ACV Automobil-Club Verkehr
Der ACV Automobil-Club Verkehr e. V. ist ein deutscher Automobilclub mit Sitz in Köln. Gegründet 1962 von der Kölner DEVK Versicherung, war der ACV nach eigener Darstellung in seiner Website 2022 mit rund 500.000 Mitgliedern der drittgrößte Automobilclub Deutschlands.
Kernleistung des Vereins ist europaweite Pannen- und Unfallhilfe für Kfz und Fahrrad. Darüber hinaus bietet der Club seinen Mitgliedern Schutzleistungen vor Problemen auf Reisen und diverse Hilfestellungen rund um ihre Mobilität.
In verschiedenen Gremien und Organisationen, wie dem Deutschen Verkehrs-Sicherheitsrat (DVR) oder der Allianz pro Schiene, vertritt der ACV die verkehrspolitischen Interessen seiner Mitglieder. Auf europäischer Ebene ist der Automobilclub als Gründungsmitglied im Verbund Europäischer Automobilclubs (EAC) mit einem Büro in Brüssel vertreten.

## Geschichte

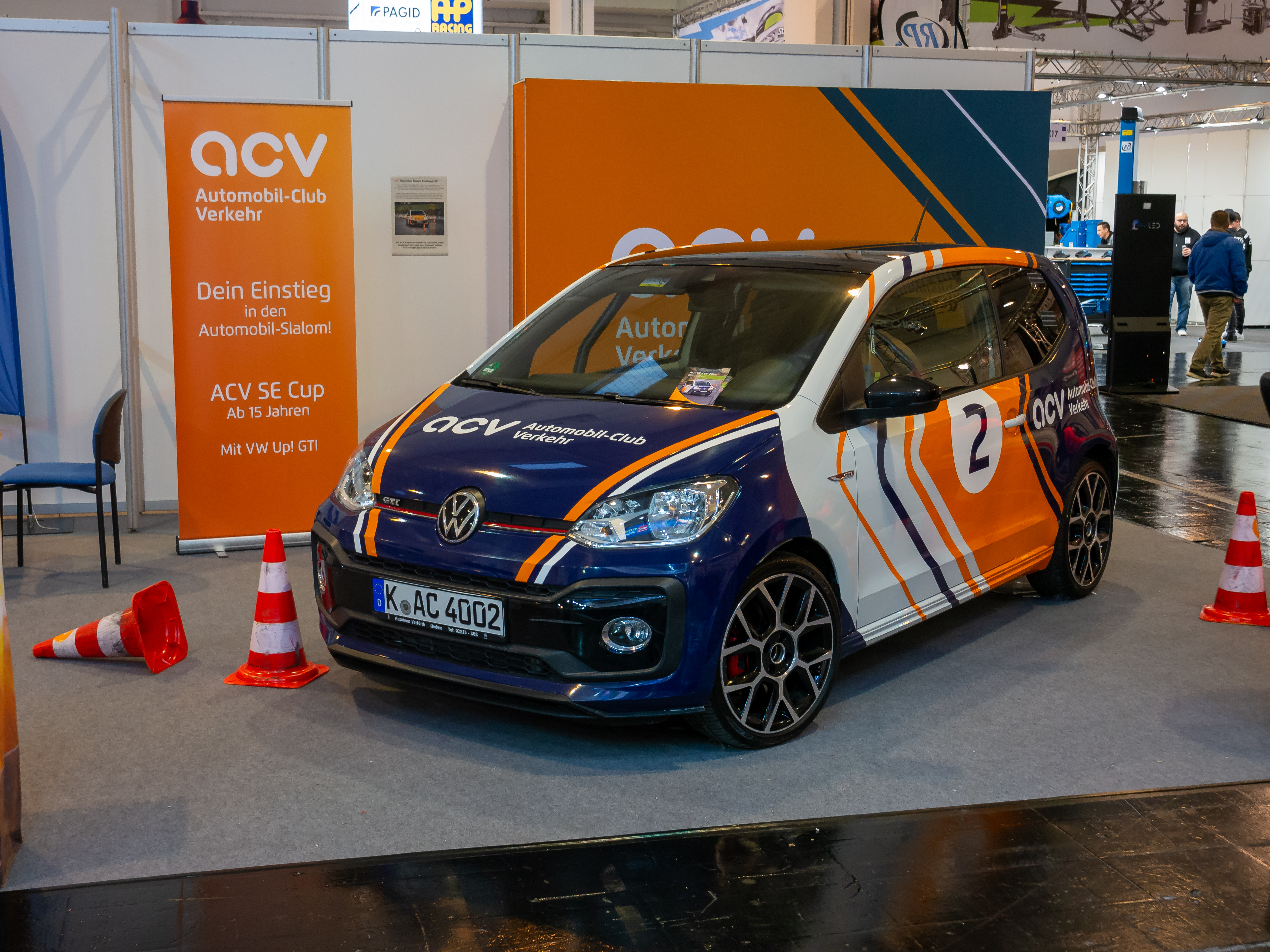
Stand des ACV auf der Essen Motor Show 2023

Der ACV Automobil-Club Verkehr wurde am 23. November 1962 unter dem Namen „Automobilclub der Verkehrsbediensteten Deutschlands“ von den Kölner DEVK Versicherungen gegründet. Zu Beginn konnten nur Eisenbahner und Beschäftigte des Verwaltungsbereichs von Verkehrsunternehmen der öffentlichen Hand Mitglied im ACV werden. Organisatorisch war der Club der Struktur der DEVK mit seinen 16 Bezirksvereinen angegliedert. Für die Pannenhilfe nutzte der ACV zunächst die Dienste eines anderen Automobilclubs.
1968 zählte der ACV 32.000 Mitglieder, die in 110 Ortsclubs aufgeteilt waren. Im Zuge starken Mitgliederwachstums öffnete sich der Club schließlich auch für alle Autofahrer unabhängig ihres Berufs. 1970 fand in Folge die Umbenennung zu “ACV – Automobil-Club Verkehr” statt.
Mit der Zeit bündelte sich die Kernstruktur des ACV: Aus 16 Bezirksvereinen wurden sechs Landesgruppen, die Zahl der Ortsclubs wurde auf 80 reduziert. 1985 begann der Club mit der eigenständigen Organisation von Pannenhilfe im In- und Ausland. Im selben Jahr erscheint auch die erste Ausgabe des Mitgliedermagazins „ACV PROFIL“. 1992 erreichte die Zahl der Mitglieder die 100 000-Marke. In den Folgejahren baute der ACV sein Leistungsangebot weiter aus richtete sich verstärkt auf Familien aus.
Im 50. Jubiläumsjahr 2012 wurde der ACV mit rund 300 000 Mitgliedern erstmals zum drittgrößten Automobilclub in Deutschland.
Als erster Automobilclub in Deutschland führte der ACV 2016 einen Fahrradschutzbrief ein, der in jeder Mitgliedschaftsart enthalten ist.
2018 entwickelte der Club eine Nachhaltigkeitsstrategie mit dem Ziel, Emissionen zu vermeiden, reduzieren und kompensieren. Diese strategische Ausrichtung verfestigt der ACV 2023 auch in Form des neuen Marken-Claims „klimafair unterwegs“.

## Vereinsstruktur
Die Hauptgeschäftsstelle des ACV befindet sich in Köln.
Der Verein ist Stand 2024 in sieben Landesgruppen mit rund 76 Ortsclubs organisiert. Jede Landesgruppe vertritt ihre Region und die dazugehörigen Ortsclubs. Aufgaben der Landesgruppen sind unter anderem die Betreuung der Mitglieder sowie die Unterstützung und Förderung der Ortsclubs, die Wahl der Delegierten zur Hauptversammlung und das Mitwirken an Umsetzungen von Präsidiumsbeschlüssen.
Die Ortsclubs betreuen die Mitglieder vor Ort und bieten Vereinsangebote nach unterschiedlichen Schwerpunkten: Darunter fallen regelmäßige Clubabende, Fahrsicherheitstrainings, Familienausflüge oder Old- und Youngtimer-Treffs. Der ACV unterstützt das Vereinsleben seiner Ortsclubs und hilft bei der Organisation von gemeinschaftlichen Veranstaltungen.
Das ehrenamtliche Präsidium besteht aus bis zu neun Mitgliedern. Aus diesem Kreis werden der Präsident und der Vize-Präsident gewählt. Die Aufgaben des Präsidiums besteht darin, die strategische Führung und Ausrichtung des ACV zu übernehmen. Unter anderem bestellt es die hauptamtliche Geschäftsleitung des ACV, stellt den Jahresabschluss fest, genehmigt den Haushaltsplan und bestimmt den Mitgliederbeitrag.
Der ACV ist Gründungsmitglied des EAC European Automobile Clubs.

## Tätigkeitsfelder
Kernleistung des ACV ist die Pannen- und Unfallhilfe für Kfz und Fahrrad. Zudem umfasst das Leistungsangebot eine Verkehrsunfallversicherung, Reiseschutz, persönliche Tourenberatung, juristische Erstberatung sowie Fahrzeugbewertung.
Der ACV veröffentlicht ein eigenes Clubmagazin mit Tests, Berichten und Vereinsinformationen. Die Druckauflage liegt bei 360.000. Inklusive der digitalen Magazinankündigungen steigt die Zahl auf 420.000.